# Koyo
Koyo (auch Ekoyo und Kouyou) ist die Bantusprache des Volkes der Kuyu und wird von circa 1000 Menschen in der Republik Kongo gesprochen. 
Sie ist im Departement Cuvette um Owando verbreitet. 
Sie gehört zu den SVO-Sprachen.

## Klassifikation
Koyo bildet mit den Sprachen Akwa, Likuba, Likwala, Mboko und Mbosi die Mbosi-Gruppe. Nach der Einteilung von Malcolm Guthrie gehört Koyo zur Guthrie-Zone C30.